# Friginatica
Friginatica is een geslacht van weekdieren uit de klasse van de Gastropoda (slakken).

## Soorten
- Friginatica beddomei (Johnston, 1885)
- Friginatica compressa (Marwick, 1924) †
- Friginatica marshalli Marwick, 1931 †
- Friginatica marwicki Beu, 1970 †
- Friginatica pisum Hedley, 1916
- Friginatica prisca (Marwick, 1924) †
- Friginatica suturalis (Hutton, 1877) †
- Friginatica vaughani (Marwick, 1924) †